# (8026) Johnmckay
(8026) Johnmckay ist ein Asteroid des inneren Hauptgürtels, der am 8. Mai 1991 von der US-amerikanischen Astronomin Eleanor Helin am Palomar-Observatorium (IAU-Code 675) in Kalifornien entdeckt wurde. 2010 wurde erkannt, dass (8026) Johnmckay über einen eigenen Mond verfügt.
Der Himmelskörper wurde nach dem US-amerikanischen Testpiloten John B. McKay (1922–1975) benannt, der 29 Flüge im X-15-Programm absolvierte und als NASA-Pilot erst am 24. August 2005 seine Astronautenschwingen verliehen bekam.